# Archaeamphora longicervia
Archaeamphora longicervia là một loài thực vật có hoa tuyệt chủng và là loài duy nhất trong chi Archaeamphora. Loài này ban đầu được miêu tả như một loài nắp ấm có quan hệ gần gũi với các thành viên còn sinh tồn của họ Sarraceniaceae. Nó là loài cây ăn thịt cổ nhất và là hóa thạch cây nắp ấm duy nhất được biết đến. (với ngoại lệ có thể là một số vi hóa thạch phấn hoa với quan hệ không chắc chắn với chi Nepenthes).
Archaeamphora cũng là một trong ba chi thực vật hạt kín (thực vật có hoa) lâu đời nhất đã biết. Li (2005) viết rằng "sự tồn tại của loại thực vật hạt kín có độ phái sinh cao như vậy vào đầu kỷ Creta gợi ý rằng thực vật hạt kín phải phát sinh sớm hơn thế nhiều, có thể tới 280 triệu năm trước, như các nghiên cứu đồng hồ phân tử đã gợi ý".
Các tác giả sau này đã nêu nghi vấn về sự nhận dạng Archaeamphora như một loài nắp ấm.

## Từ nguyên
Tên chi Archaeamphora có nguồn gốc từ tiếng Hy Lạp αρχαίος, archaíos ("cổ đại") và ἀμφορεύς, amphoreus ("nắp ấm"). Tên loài longicervia có nguồn gốc từ tiếng Latin longus ("dài") và cervicarius ("với cái cổ"), đề cập tới sự thắt lại đặc trưng của các cấu trúc giống như nắp ấm của loài này.

## Vật liệu hóa thạch
Tất cả vật liệu hóa thạch của A. longicervia bắt nguồn từ tầng Tiêm Sơn Câu (尖山沟, Jianshangou) tại Bắc Phiếu, miền tây Liêu Ninh, Trung Quốc. Tầng đầu kỷ Phấn Trắng này tạo thành phần dưới của thành hệ Nghĩa Huyện (义县, Yixian), khoảng 124,6 triệu năm trước. Chín mẫu A. longicervia đã được tìm thấy, trong đó có mẫu gốc CBO0220 và mẫu cận gốc CBO0754.

## Phân loại
Vật liệu hóa thạch của A. longicervia được đưa vào phân tích hóa học để tìm triterpene oleanane, được coi là dấu hiệu cơ bản phân biệt thực vật hạt kín với thực vật hạt trần. Oleanane đã được phát hiện trong các mẫu vật này, gợi ý rằng chúng thuộc về thực vật hạt kín.

### Diễn giải như là một loài nắp ấm
Theo Li (2005), một vài đặc trưng hình thái của A. longicervia chỉ ra mối quan hệ họ hàng gần của nó với họ Sarraceniaceae: cả hai đều phô bày một hoặc hai cánh ấm, vùng quanh miệng ấm nhẵn nhụi, và các ấm duỗi thẳng theo chiều dọc từ đỉnh của một cuống ngắn.

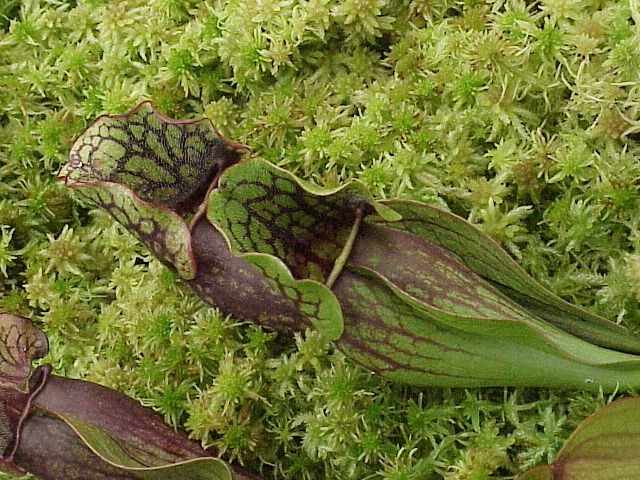
Các ấm của Sarracenia purpurea

Li (2005) gợi ý rằng A. longicervia về hình thái là tương tự như loài Sarracenia purpurea còn sinh tồn ngày nay. Nó chia sẻ với loài này kiểu sắp xếp vòng của các ấm và các lá hình ống không ăn thịt (phyllodia) với các gân lá chính song song. Archaeamphora longicervia cũng thể hiện sự tương đồng với các loài của chi Heliamphora ở chỗ có các ấm với cổ dài và nắp ấm mọc thẳng. Đáng chú ý cụ thể là sự giống nhau giữa các cấu trúc dày hình bán nguyệt của nắp của A. longicervia và "bong bóng" lớn tiết ra mật có ở phần trên phía sau của các ấm của Heliamphora exappendiculata.
Li (2005) cũng đề cập tới sự phát hiện ra một kiểu "cây nắp ấm" khác trong cùng một thành hệ. Kiểu này khác với vật liệu điển hình của A. longicervia ở chỗ nó có các ấm không có bất kỳ chỗ thắt lại nào trước miệng ấm, và thay vì thế là sự mở rộng dần dần từ cuống thành một cấu trúc có hình dáng giống như kèn trumpet rỗng. Ông gợi ý rằng nó "có lẽ là một loài khác biệt" với A. longicervia. Dạng trung gian với cổ rộng hơn cũng được ghi nhận, gợi ý rằng các loài thực vật này có thể đã từng là một nhóm đa dạng vào đầu kỷ Creta.

### Hiểu biết hiện tại
Heřmanová & Kvaček (2010) cho rằng diễn giải Archaeamphora như là cây nắp ấm là "có vấn đề và hóa thạch này cần phải xem xét lại".
Trong cuốn sách xuất bản năm 2011 là Sarraceniaceae of South America, McPherson et al. đã tổng quát hóa suy nghĩ và hiểu biết hiện tại về Archaeamphora như sau:
Ngi vấn lớn nổi lên làm giảm khả năng cho rằng Archaeamphora longicervia thuộc về dòng dõi Sarraceniaceae, hay thậm chí có phải là loài cây nắp ấm hay không. [...] Mặc dù Archaeamphora có thể là đại diện cho những loài thực vật có hoa sớm nhất trên Trái Đất [...] nhưng rất không thể rằng nó là đại diện cho một tổ tiên của Sarraceniaceae do nó là quá cổ xưa để là một bộ phận của "nhóm chỏm cây" tân tiến của bộ Ericales, nơi Sarraceniaceae thuộc về. [...] Một mâu thuẫn khác là ở chỗ ngoại trừ Archaeamphora ra thì không có chứng cứ nào khác gợi ý rằng họ Sarraceniaceae đã tiến hóa bên ngoài Tân thế giới, khu vực mà tất cả các thành viên còn sinh tồn của họ này là đặc hữu.

## Môi trường sống
Khu vực sinh sống của A. longicervia được cho là đã trải qua những biến động khí hậu đáng kể vào đầu kỷ Creta, từ môi trường bán khô cằn, khô cằn tới các điều kiện ẩm ướt hơn. Tầng móng trong khu vực này chủ yếu bao gồm các trầm tích hồ và đá núi lửa.